# Mueang Sisaket (huyện)
Mueang Sisaket (tiếng Thái: เมืองศรีสะเกษ) là huyện thủ phủ (Amphoe Mueang) của tỉnh Sisaket, đông bắc Thái Lan.

## Địa lý
Các huyện giáp ranh (từ phía bắc theo chiều kim đồng hồ) là: Yang Chum Noi, Kanthararom, Nam Kliang, Phayu, Wang Hin, Uthumphon Phisai và Rasi Salai.

## Hành chính
Huyện này được chia thành 18 phó huyện (tambon), các đơn vị này lại được chia ra thành 165 làng (muban). Thị xã (thesaban mueang) Sisaket covers the tambon Mueang Nuea and Mueang Tai và một phần của tambon Nong Khrok, Phon Kha, Ya Plong và Pho. Có 16 Tổ chức hành chính tambon.
| STT. | Tên         | Tên Thái | Số làng | Dân số |  |
| ---- | ----------- | -------- | ------- | ------ |  |
| 1.   | Mueang Nuea | เมืองเหนือ | -       | 9.156  |  |
| 2.   | Mueang Tai  | เมืองใต้   | -       | 10.613 |  |
| 3.   | Khu Sot     | คูซอด     | 10      | 4.980  |  |
| 4.   | Sam         | ซำ       | 14      | 6.821  |  |
| 5.   | Chan        | จาน      | 12      | 6.915  |  |
| 6.   | Tadop       | ตะดอบ    | 8       | 6.629  |  |
| 7.   | Nong Khrok  | หนองครก  | 8       | 12.931 |  |
| 11.  | Phon Kha    | โพนข่า    | 10      | 6.990  |  |
| 12.  | Phon Kho    | โพนค้อ    | 6       | 2.930  |  |
| 15.  | Phon Khwao  | โพนเขวา  | 11      | 7.758  |  |
| 16.  | Ya Plong    | หญ้าปล้อง  | 8       | 7.680  |  |
| 18.  | Thum        | ทุ่ม       | 13      | 7.160  |  |
| 19.  | Nong Hai    | หนองไฮ   | 7       | 3.975  |  |
| 21.  | Nong Kaeo   | หนองแก้ว  | 12      | 6.419  |  |
| 22.  | Nam Kham    | น้ำคำ     | 15      | 10.057 |  |
| 23.  | Pho         | โพธิ์      | 10      | 13.093 |  |
| 24.  | Mak Khiap   | หมากเขียบ | 11      | 4.976  |  |
| 27.  | Nong Phai   | หนองไผ่   | 10      | 5.743  |  |

Các con số không có trong bảng này là tambon nay tạo thành huyện the districts Wang Hin and Phayu.